# Belvidere (Illinois)
Belvidere è un comune degli Stati Uniti d'America, situato in Illinois, nella contea di Boone.